# نوبل (میزوری)
نوبل (به انگلیسی: Noble) یک منطقهٔ مسکونی در ایالات متحده آمریکا است که در میزوری واقع شده‌است. نوبل ۳۳۰ متر بالاتر از سطح دریا واقع شده‌است.